# Gomphidia bredoi
Gomphidia bredoi är en trollsländeart som först beskrevs av Henri Schouteden 1934.  Gomphidia bredoi ingår i släktet Gomphidia och familjen flodtrollsländor. IUCN kategoriserar arten globalt som livskraftig. Inga underarter finns listade i Catalogue of Life.